# 1923 în artă
← 1920 în artă — 1921 în artă — 1922 în artă ——  1923 în artă  —— 1924 în artă — 1925 în artă — 1926 în artă →
1923 în artă implică o serie de evenimente:

### Evenimente artistice în România

1923 — Tabloul Laocoön (sau, mai cunoscut, ca Laocoön și fii săi) pictat de El Greco (Domenikos Theotokopoulos (1541 – 1614), realizat între 1611 și 1614, este expus publicului larg la Galeria Națională de Artă din Washington, D.C.

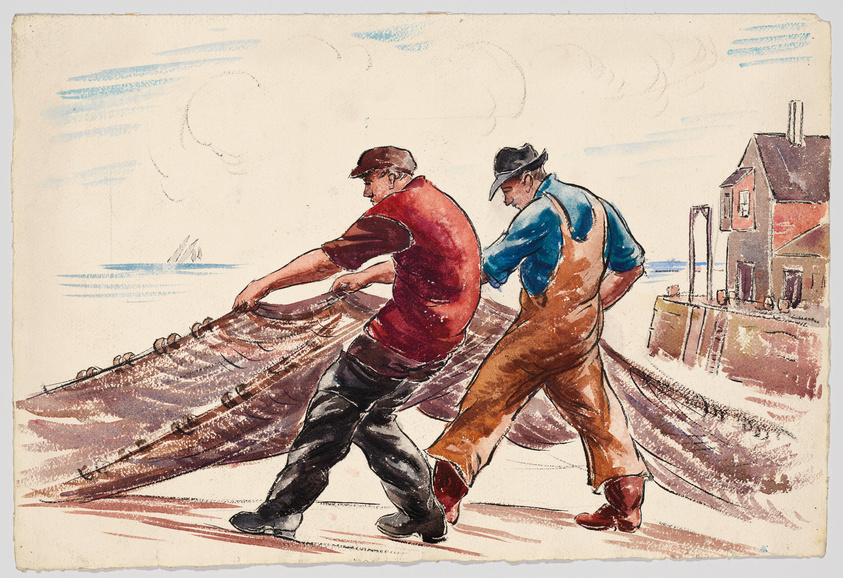
1923 — Este realizată (și datată) acuarela Pescari cu plase de pescuit de americanul Gifford Beal (1879 – 1956), acuarelist, designer, muralist și pictor.

## Evenimente

### Evenimente artistice oriunde
- 20 martie – Instituția artistică Arts Club of Chicago (Clubul artelor din Chicago gâzduiește prima expoziție a lucrărilor lui Pablo Picasso din Statele Unite ale Americii intitulată, Original Drawings by Pablo Picasso – Desene originale ale lui Pablo Picasso.
- 8 mai – Galeria de artă modernă din Göteborg, Suedia, denumită Göteborgs Konsthall, este inaugurată prin expoziția numită Gothenburg Exhibition.

 Fără date precise 
- Apare publicația denumită The Art Spirit realizată de Robert Henri.
- Industriașul și colecționarul de artă englez Samuel Courtauld achiziționează prima pictură a lui Paul Cézanne, prezentă într-o colecție de artă britanică — Natură moartă cu Chérubin (circa 1894).[1]
- Este fondat Harwood Museum of Art — Muzeul de artă Harwood în Taos,  New Mexico,  Statele Unite ale Americii.
- Pictorul Chaïm Soutine vinde șaizeci din picturile sale, aflate într-o expoziție pariziană, colecționarului de artă american Albert C. Barnes și începe seria sa de picturi reprezentând carcase de vite.
- Cu ocazia unei expoziții de artă, organizată împreună cu mama sa, Suzanne Valadon, la galeria Bernheim-Jeune, din Paris, aduce picturile lui Maurice Utrillo în atenția publicului și „în luminile rampei,” constituind un debut bine venit al pictorului.[2]-->
- Grupul artistic East London Group se formează ca un club al amtorilor de artă în East End of London.
- Galeria Freer Gallery of Art se deschide în Washington, D.C. ca primul muzeu al Institului Smithsonian dedicated doar „artelor frumoase.”[3]
- Muzeul de artă Remington Art Memorial este fondat în localitatea Ogdensburg, statul american  New York.
- Galeria de artă Beaux Arts Gallery este fondată în Londra de către soții Frederick și Helen Lessore.

## Premii
- Premiul Archibald – W B McInnes – Portrait of a Lady - Portretul unei doamne

## Lucrări

### Lucrări oriunde
- Max Beckmann – Dans în Baden-Baden
- Pierre Bonnard - La Cote D'azur[4]
- Constantin Brâncuși – Pasărea în văzduh (sculptură, prima versiune)
- Felice Casorati – Meriggio – Amiază
- Tamara de Lempicka – Cele două prietene
- Robert Delaunay – Portretul lui Tristan Tzara
- Marcel Duchamp – Mireasa dezbrăcată chiar de burlacii ei (Marele pahar) (completată)
- Max Ernst – Pietà sau Revoluția noaptea
- M. C. Escher – Delfini (xilogravură)
- George Grosz – Ecce Homo (portfolio de litografii)
- Auguste Herbin – Jucătorii de bowling
- Marguerite Huré – Ferestrele vitralii de la biserica Église Notre-Dame du Raincy

## Nașteri

### Ianuarie - iunie
- 1 ianuarie –

### Iulie - decembrie
- 3 iulie –

## Decese
- 23 ianuarie –

## Galerie (lucrări din 1923)

Lucrări reprezentative
Frank Kettlewell (n. 5 decembrie 1889 - d. 11 iunie 1969) — Faceți-vă promisiunile mai devreme
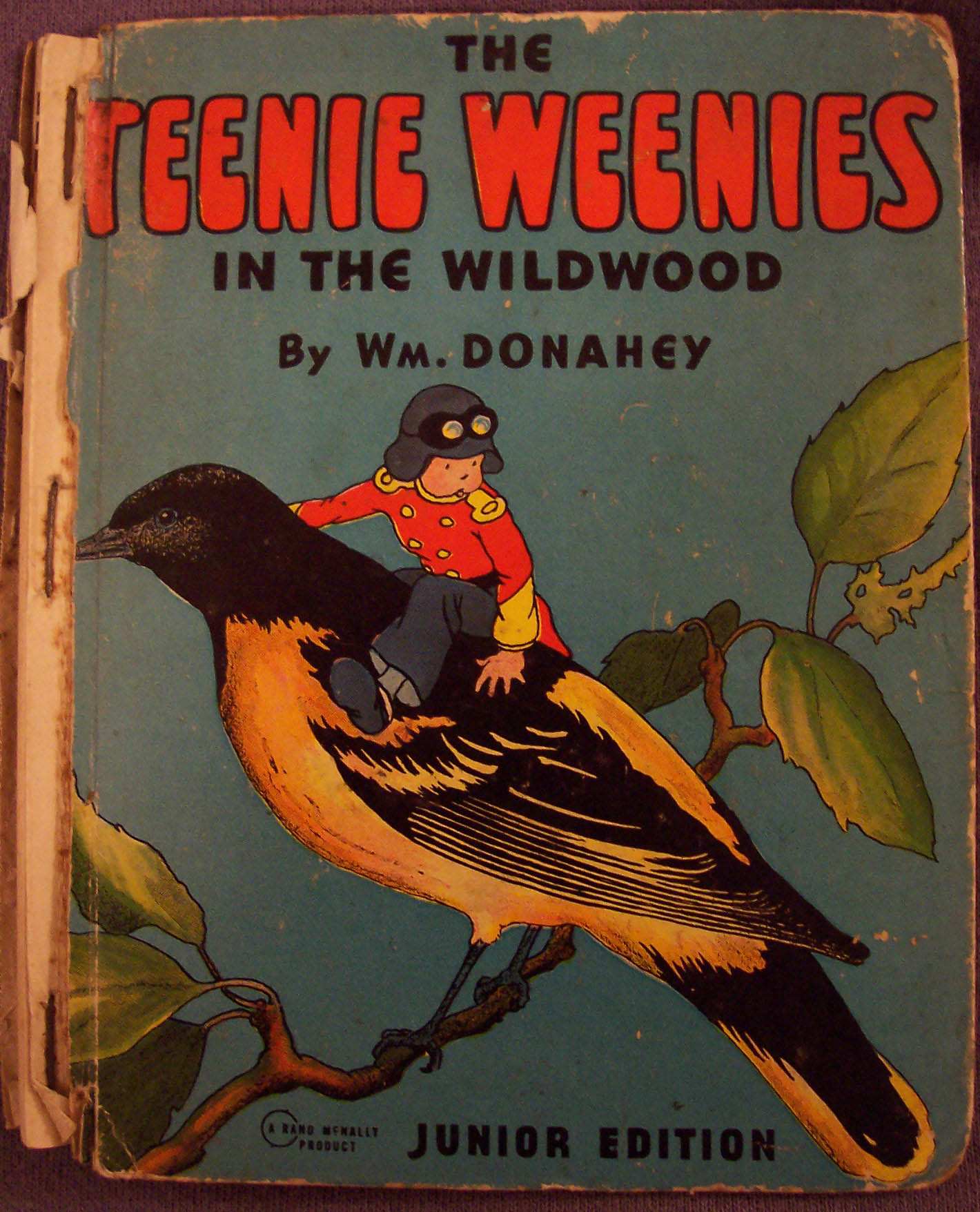
Coperta cărții pentru copii The Teenie Weenies in the Wildwood, 1923
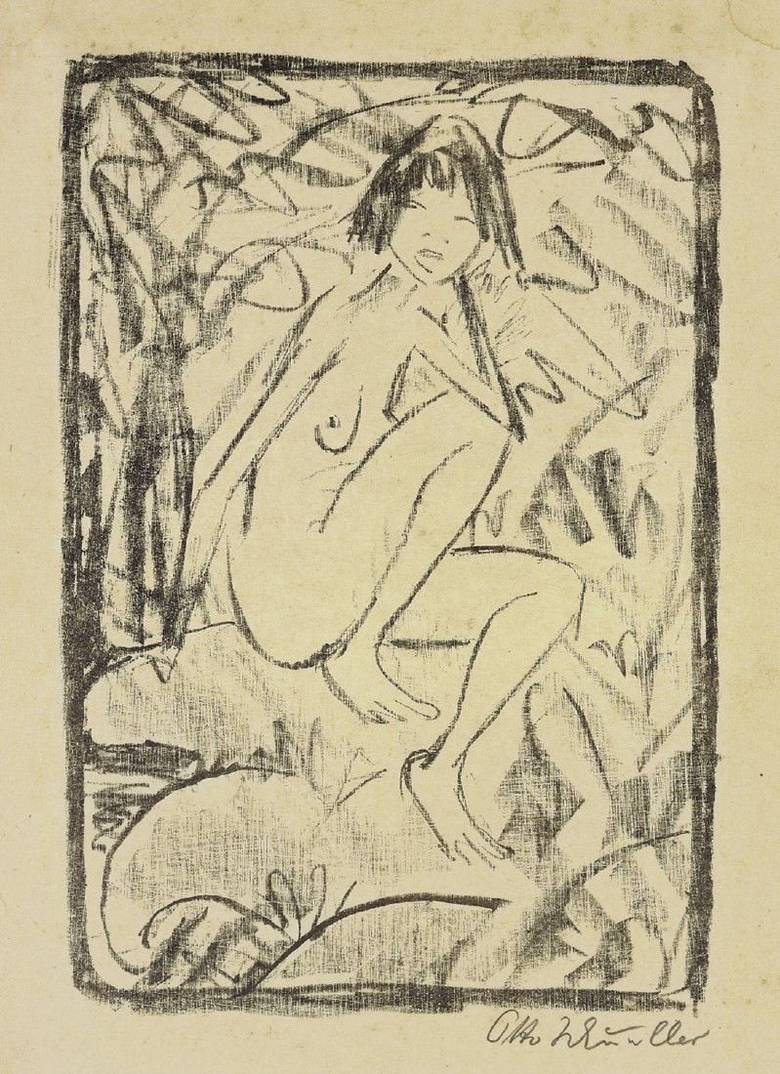
Otto Mueller (1874 – 1930) Femeie șezând, înconjurată de frunziș (versiune deschisă)
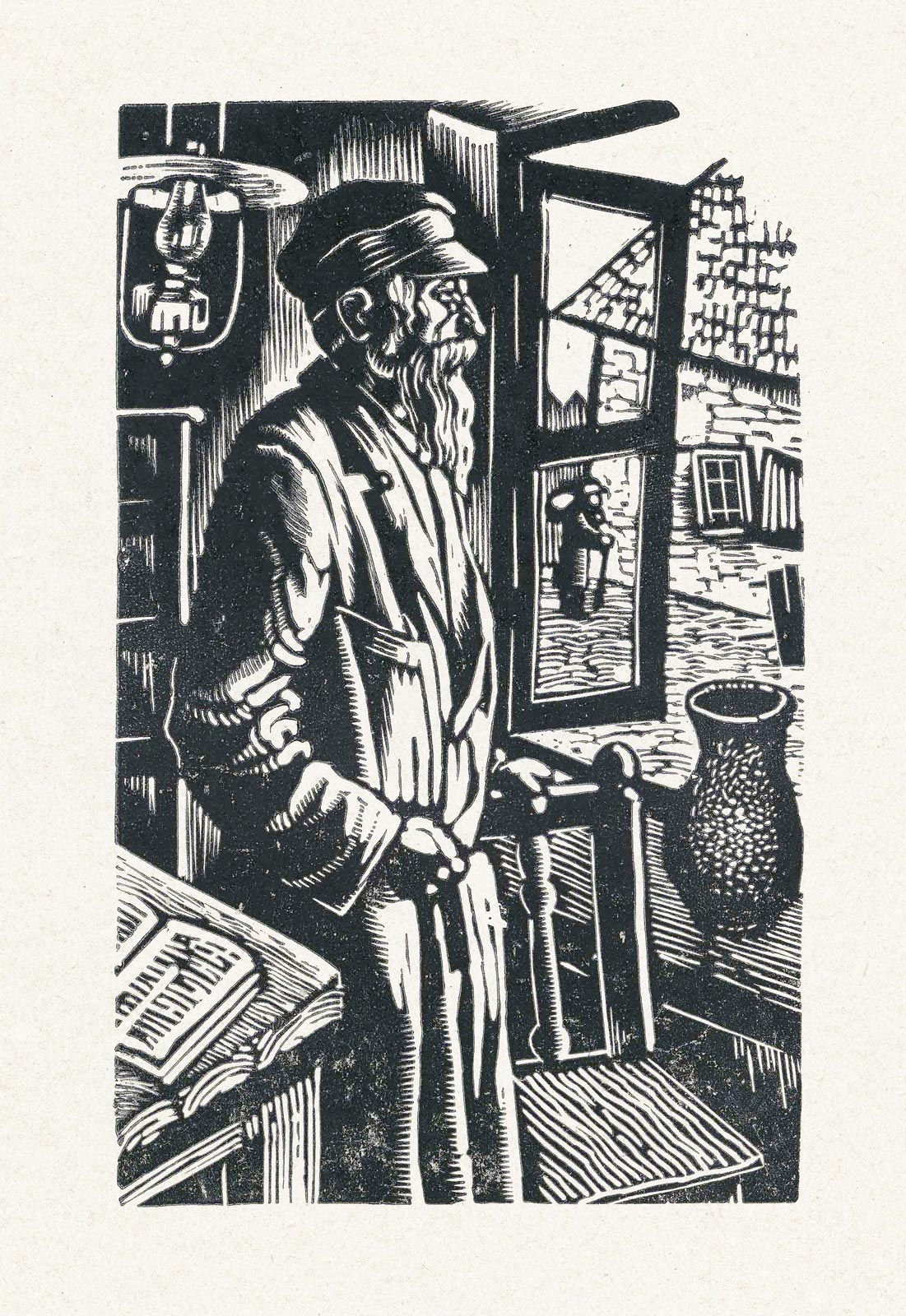
Solomon Udovin (1892 - 1954) – Bătrân la fereastră (Din ciclulTrecutul) xilogravură pe hârtie
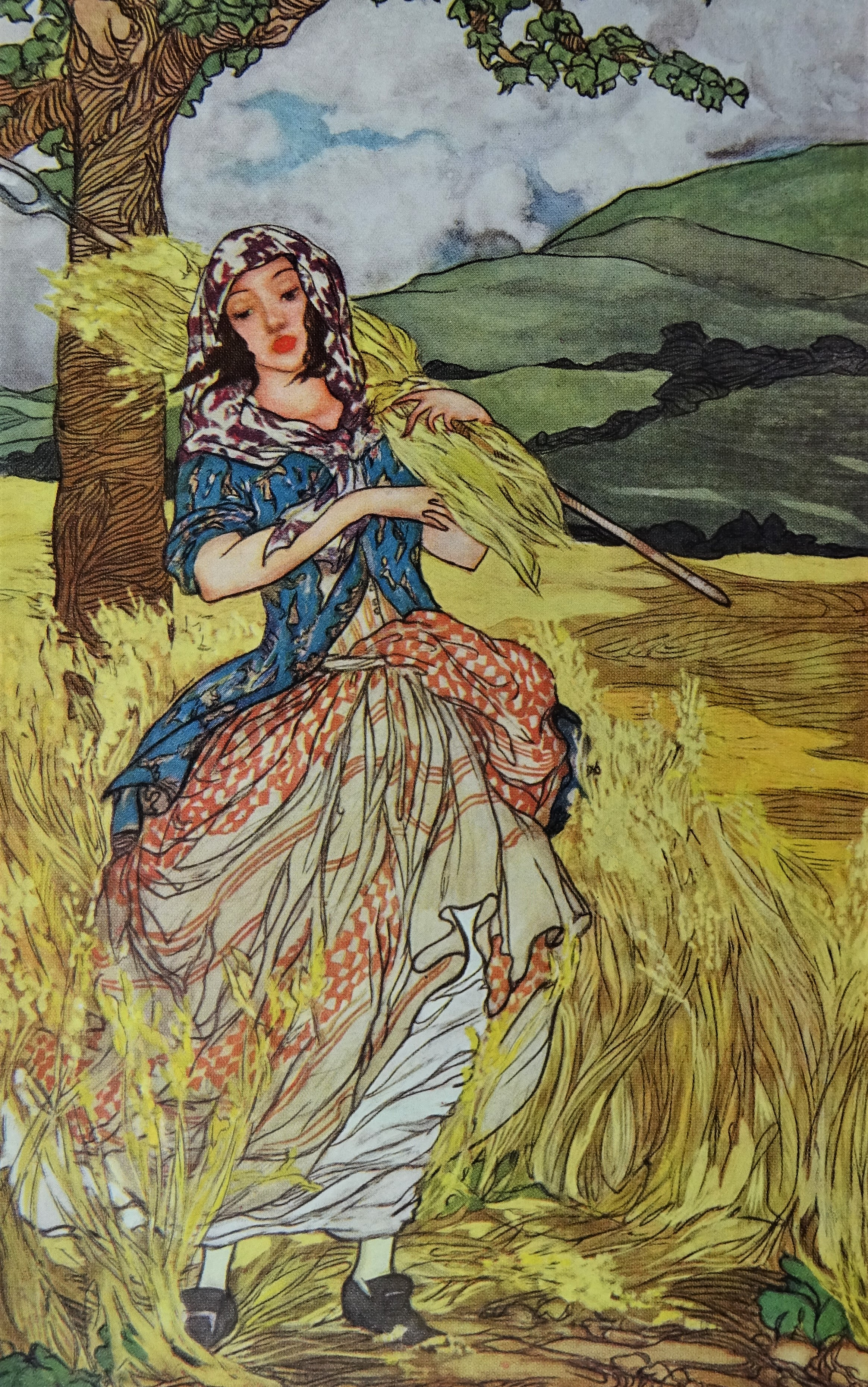
Nora England (1887 – 1970) — Venind prin secară (Din ciclul Songs and Ballads - Cântece și balade de Robert Burns)